# Van Hool AG500
Le Van Hool AG500 est un bus produit par le constructeur Van Hool. C'est la version articulée du Van Hool A500.

## Historique
Le premier modèle d'autobus articulé de Van Hool était l'AG280, apparu en 1979. En 1989, le constructeur belge met au point un modèle à l'aspect plus moderne, l'AG700, qui reprend néanmoins un châssis mis au point pour les AG280/3, à plancher haut. À contrario, les nouveaux autobus urbains mis au point par Van Hool à la même époque (A280/A500, AM500/A508) avaient un plancher moins haut.
En 1993, Van Hool met au point une génération d'autobus entièrement nouvelle, qui comprend un modèle à plancher bas : le Van Hool AG300, destiné en priorité au transport urbain. L'AG700 reste disponible pour les lignes à longue distance jusqu'en 1997 mais Van Hool décida d'améliorer l'accessibilité en mettant au point un nouveau modèle : l'AG500, apparu en 1996.
L'AG500 bénéficie d'un nouveau châssis, au plancher plus bas que l'AG700 mais plus haut que les AG300, ce qui permet d'installer davantage de places assises, au détriment de l'accessibilité.
Il sera produit de 1996 à 2002. Il aura 2 versions différentes au fur de sa production : la première de 1996 à 1998 et la deuxième de 1999 à 2001.
Curieusement, la première version reprend un aspect extérieur très proche du Van Hool AG700 ; les versions ultérieures ont un aspect plus proche du Van Hool AG300, qui existait depuis 1993.

## Les différentes versions

### AG500/1
- Extérieur
  - Comme sur les Van Hool A500, A508, AG280/3, AG700, et les premiers A600, les vitres vont jusqu'à la hauteur du toit.
  - Le pare-brise est cependant moins incliné, comme sur les AG300, A330, ou encore les A600 de deuxième génération.

- Intérieur
  - L'éclairage intérieur est placé au-dessus des sièges par des petits néons séparés l'un de l'autre.

- Moteur
  - Le moteur est à plat, dans la partie avant du véhicule, placé derrière le conducteur.

- Photos d'un AG500/1 de 1996.

### AG500/2
- Extérieur
  - Contrairement à la première série, l'aspect se rapproche des Van Hool AG300[2]. Contrairement à la première génération, les vitres ne remontent plus jusqu'au toit.
    - la disposition des fenêtres permet de les distinguer des AG300.

  - Tout comme pour les AG300, les AG500/2 les plus récents ont reçu un grand carénage sur le toit abritant le filtre à particules alors que les anciens n'ont pas ce carénage, surnommé casquette (en néerlandais : pet).

- Intérieur
  - Le plancher est surélevé (une marche d'accès à chaque porte)
  - L'éclairage intérieur est placé sur toute la longueur du véhicule, hormis dans la partie du soufflet. Ce sont de long néons placé sur le plafond du couloir du bus.
  - Le plancher plus haut que sur les AG300 permet de placer des sièges sur toute la longueur, y compris sur le compartiment moteur.
  - Les AG500 utilisés en Belgique sont aménagés en configuration 2+2 (2 banquettes de 2 places) sur toute la longueur du véhicule.

- Moteur
  - Le moteur est à la verticale, toujours placé à l'avant du véhicule et derrière le conducteur.

- Photos d'un AG500/2 de 2001.

### Van Hool AGG500
L’Algérie a commandé un certain nombre de Van Hool AG500, et a aussi commandé, pour la ville d’Alger, plusieurs autobus bi-articulés à plancher haut désignés AGG500. Dérivés du Van Hool AGG300 et du Van Hool AG500, ils ont une disposition de fenêtres à mi-chemin entre les autobus de la famille des AG300 (espace sans fenêtres au-dessus du moteur) et les AG500 (petite fenêtre juste en avant du soufflet). Particularité, ils sont dotés de coquilles de phares d'autobus de la nouvelle génération (Van Hool NewAG300).

## Commercialisation
Le Van Hool AG500 a principalement été commercialisé en Belgique mais aussi en France à faible quantité et, à partir de 2003, en Algérie.

### Belgique

#### De Lijn

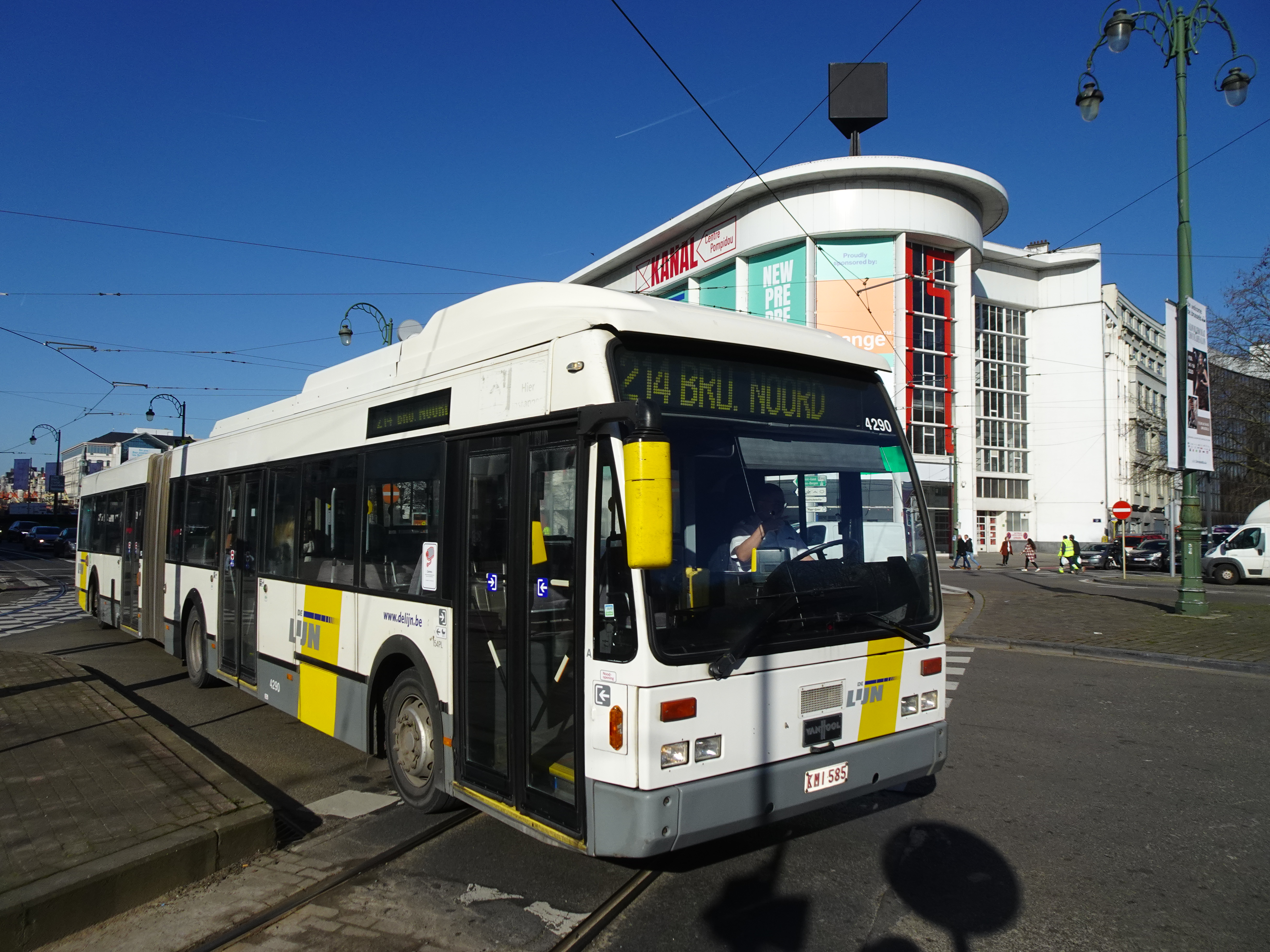
Van Hool AG500 doté du filtre à particules en toiture

En Belgique, De Lijn, est le seul opérateur public à avoir commandé des AG500 et il n'y a pas eu d'autocaristes privés sous contrat qui possédèrent des AG500. Quatre séries d'AG500 ont été commandées par De Lijn :
- 22 Van Hool AG500 de première génération, numérotés 3346 à 3367 et livrés de 1996 à 1997 ; ils ont finalement été radiés de 2014 à 2015[6] ;
- 21 AG500 de seconde génération livrés en 1999 et en 2000, numérotés 3774 à 3794 ; les 3789 et 3792 ont été détruits par un incendie au dépôt d'Asse ; les autres sont en cours de réforme depuis 2018[7] ;
- 19 autres ont été construits en 2001. Numérotés 4139 à 4157, ils se distinguent par l'emplacement de la porte de la remorque, très en avant. Ils sont toujours en service début 2020[8] ;
- les 17 AG500 construits en 2003 (4278-4294) se distinguent des autres AG500/2 belges par la présence d'un carénage en toiture (casquette) et reprennent la disposition de portes des 4139-4157[9]. Ils sont toujours en service.